# Casearia quinduensis
Casearia quinduensis — вид квіткової рослини родини вербових (Salicaceae). Був ендеміком Колумбії.